# Лазаня на фурна
Лазаня на фурна (на италиански: lasagne al forno) e италианско ястие, състоящо се от кори яйчена паста, нарязани на правоъгълни листа, наречени лазаня, които, след като се сварят и се отцедят, се подреждат в последователност на слоеве, разделени от пълнеж, който варира според различните традиции на местните жители.

## Произход
Най-старото писмено сведение за лазаня се появява през 1282 г. в Memoriali bolognesi, спомената в стихотворение на народен език, написано от болонски нотариус в белите пространства между частните договори, което е модно да се прави по онова време.
Най-старата записана рецепта за приготвяне на лазаня датира от анонимния трактат за гастрономическата култура „Кухненска книга“ (Liber de coquina) от края на 13 век и началото на 14 век на простонароден латински в Анжуйския двор в Неапол. Книгата е най-старият том с рецепти от християнския Запад, предадени до днес. Авторът представя рецептата de lasanis, която включва варене на малки и тънки квадратчета тесто, които да се подреждат на пластове със сирене и подправки слой по слой в тава. Във Флоренция, през Средновековието, се ражда истинска асоциация от експерти, наречена „Изкуството на готвачите и на лазанярите“, а различни поети, от Якопоне от Тоди от Умбрия до Чеко Анджолиери от Тоскана, споменават лазанята в своите съчинения.
През следващите векове рецептата е предложена отново в други готварски книги, не само в Италия, включително и в L'Anonimo Toscano, по-известен като „Кухненска книга“ (Libro de la cocina), превод на простонародния език на Liber de coquina.
В произведението на неаполитанския готвач Джовани Батиста Криши от 1634 г. Lucerna de' corteggiani откриваме първата посветена на лазанята рецепта: „лазаня от задушени монаке, моцарела и качо“ - първата, в която лазанята се пълни с разтеглена сиренова маса и се минава на фурна. Тенденцията, лансирана от Криши, продължава в „Трактата за теоретична практическа кухня“ (Trattato di cucina teorico pratica) на Иполито Кавалканти, херцог на Буонвичино, който патентова рецептата като „Гатò от лазаниете по буонвичински“ през 1843 г. Лазанята е обичана както от хората, така и от аристократите. Фердинанд II Бурбон – последният крал на Двете Сицилии до 1861 г. носи прякора „Крал лазаня“, тъй като е любител на този специалитет. Освен това той нарича сина си Франческо с прякора Lasà.
В „Князът на готвачите или истинската неаполитанска кухня“ (Il principe dei cuochi o la vera cucina napolitana), публикуван в Неапол от Франческо де Палма през 1881 г., намираме първата рецепта на италиански за неаполитанска лазаня, подобна на модерната: в рецептата за „Макарони, наречени лазаня“ за първи път имплицитно се предлага използването на домат.
Рецептата за печена лазаня не присъства в нито едно издание на най-известната италианска книга с гастрономически рецепти „Науката в кухнята“ (La Scienza in cucina) от Пелегрино Артузи, чието първо издание е публикувано в град Флоренция през 1891 г., нито в неаполитанска си версия, игнорирана от автора, нито в болонската си версия, несъществуваща все още. Реално Артузи пренебрегва голяма част от южноиталианската кухня. Неговият модел на национална кухня всъщност е северно-централен, с голямо внимание към Романя и Тоскана – неговата родина и тази на осиновяване. По онова време лазанята (неаполитанската) все още не е интерпретирана от северните региони, а в някои северни райони е широко разпространена арогантната поговорка „Лазаня и макарони – храна за кресла“ (“Lasagne e maccheroni, cibo da poltroni”), където под „кресла“ се имат предвид неаполитанците и южняците като цяло.
Емилианската лазаня с бешамел получава национално разпространение едва след Обединението на Италия, особено през 20 век. Първата писмено свидетелство за приготвянето на лазаня по болонски се появява през 1935 г. в книгата „Блуждаещият лакомник“ (Il ghiottone errante) на журналиста Паоло Монели. Навлизането в Кампания на доматите чрез многобройните текстове за готвене, написани и публикувани в Неапол, прави сочното неаполитанско ястие известно на емилианците, които го интерпретират по свой начин и с отличен успех: големи листове яйчена паста, а не твърдо пшенично брашно; болонско рагу вместо неаполитанско рагу; кремообразен бешамел вместо сирена/рикота.

## Италиански регионални варианти

### От предходни епохи
През 1781 г. в книгата си „Готвач от Мачерата“ (Cuoco Maceratese) Антонио Небия описва Princisgras – преките предшественици на днешните винчисграси от Марке. Описаният специалитет се състои от лазаня от яйчено тесто, овкусена със сос, подобен на бешамел, в който маслото е заменено със сметана, към която са добавени шунка и трюфели. Слоевете са завършени с люспи масло и настърган пармезан.
Първата лазаня с изрично териториално наименование е тази „по милански“, описана от Франческо Леонарди в края на 18 век, на основата на трюфели, масло, сос бешамел, канела и пармезан. Последвалата еволюция от края на 19 век, преди окончателната им забрава като гастрономически специалитет, включва пълнеж от пилешки филета, гъби и месен сос, без канела.
Още по-разкошна е лазанята, приготвяна в Неапол по повод карнавала, спомената от Иполито Кавалканти в книгата му с рецепти на неаполитански диалект от 1837 г. Тя включва слоеве паста, овкусени с месен сос с кюфтенца, резенчета моцарела или проволоне, настъргано сирене, смесено със захар и канела.
През 1844 г. в Il cuciniere italiano moderne се появяват първите рецепти за лазаня „по генуезки“ и „по болонски“, с месен и с постен вариант за дните от литургичния календар без месо. Специалитетът с месо включва месен сос и пармезан, който се редува със слоеве паста. Този начин на подправяне на паста се запазва в областта на Неапол, където традицията на соса „по генуезки“ продължава при класическите дзити, начупени на ръка. Постният вариант с босилек, чесън и пекорино от друга страна сега е универсално известен като „Генуезко песто“.
Версията на лазанята „по болонски“ е особено любопитна, защото изпреварва с около половин век появата на едноименното рагу, от което понастоящем е неразделна. Слоевете яйчена паста се редуват със спанак, който е сварен, нарязан и задушен в тиган с месен сос (в „мазния“ вариант) или с масло, лук и билки (в постния вариант). Тази последна рецепта е подходяща и днес за приготвяне на проста и вкусна вегетарианска лазаня. Във версията, която се налага в началото на 20 век, спанакът става неразделна част от пастата, придавайки ѝ класически зелен цвят, а класическият сос Болонезе, бешамел и настърган пармезан са слагани като пълнеж.

### Съвременни
Въпреки че има много вариации на рецептата, има две различни традиции в приготвянето на кори за лазаня: един, приписван на Централно-южна Италия, и един типичен за Централно-северна Италия. В Централна и Южна Италия това ястие приема различни имена, като понякога се представя с по-сложни форми и по-членоразделна терминология. В други региони на Северна Италия терминът „лазаня“ може също да означава дълги и около 2 см широки ивици яйчена паста, която се консумира почти винаги суха, по-рядко в супи.

### Кампания
Първите рецепти от неаполитанската област са записани през 13-14 век. Първоначално родено за богата и разкошна придворна кухня, ястието има голям успех и следи от него могат да бъдат намерени в много европейски готварски книги от Ренесанса. Започвайки от 17 век, лазанята на фурна става все по-популярна, докато не заема основна роля в карнавалните и великденските менюта.
Неаполитанската версия на рецептата не включва използването на яйчена паста и включва сред съставките доматен сос, млечни продукти, по-специално моцарела или провола, кюфтета и римска рикота.
В Кампания и Базиликата лазанята се нарича още lagane. Обикновено се подправя с богато месно рагу, като къдравата лазаня не се пече на фурна. В района на Неапол най-разпространените формати са Лазяната в тесния смисъл на думата и Къдравата лазаня, като последната е изключително направена от грис от твърда пшеница, с който традиционно се приготвя Карнавална лазаня.

### Молизе
В кухнята на регион Молизе, особено в община Поджо Санита (провинция Изерния), се приготвя вариант, наречен sagne a pezze, състоящ се от насипна лазаня на парчета.

### Пулия
В Салентина се нарича sagne или също sagne 'cannulate или sagne torte, т.е. усукана, и се сервира със сос от пресни домати, босилек и качо-рикота. Някои добавят малко галета, за да изсуши остатъчната вода, други използват „рикота-сканте“, тоест пикантен крем от рикота, или сос от свинско или агнешко месо с добавка на лют червен пипер.

### Сицилия
В сицилианската кухня плънката обикновено се прави с варени яйца, сос, пържени телешки кюфтета, полутвърди сирена, рагу с грах, шунка. Понякога се добавят пържени патладжани. Има и варианта с рикота вместо бешамел.

### Абруцо
В кухнята на Абруцо са създадени т. нар. „санители“ (sagnitelle), приготвяни с вода и брашно. Рецептата, много подобна на неаполитанската, се характеризира с липсата на бешамел като овкусяване.

### Емилия-Романя
Лазанята от Емилия и Романя използва само меко пшенично брашно и яйца, и се използва при приготвянето на Лазаня на фурна.
Има писмени сведения за лазаня в град Болоня още през 1282 г. Според емилианската традиция и по-точно според тази на Болоня тя е зелена на цвят (получен чрез добавяне на спанак или коприва към пастата), подправени с редуващи се слоеве рагу Болонезе, бешамел, масло и пармезан, и печена на фурна. Извън Емилия и в чужбина това ястие се обозначава на туристите като Лазаня по болонски ((lasagne alla bolognese) – приписване, произтичащо от типичното овкусяване от Болоня.
Идентични лазаня е широко разпространена в цяла Романя, а в Чезена традиционното ѝ наименование е просто „Зелена паста“ (pasta verde).
Има и варианти, например с овкусявания на основата на гъби, предимно в Централна Италия.

### Марке
В Марке традиционната лазаня, наречена винчисграси, е едно от най-важните и традиционни ястия, особено по празници. Рагуто се приготвя с нарязано наедро или на парченца смесено месо, с добавка на пилешки карантии и подправки. Бешамелът е доста твърд, за да има по-консистентно ястие. Най-старите рецепти включват и използването на трюфели. В тестото в определени вариации влиза марсала или vino cotto.

### Венето
Във Венето терминът lasagne традиционно обозначава талиатели. Лазанята традиционно често се нарича „пастичо“ (pasticcio). Тя може да бъде приготвена или „по болонски“, или с други съставки като гъби или червена цикория от Тревизо. Въпреки това през последните години понякога в менютата можете да се намери италианската терминология.

### Лигурия
В Лигурия лазанята носи името mandilli de saea, т.е. „копринени кърпички“, и обикновено се подправя с генуезко песто или просто с малко домат.
В Луниджана lasagne bastarde (букв. „лазаня проклетница“) или lasagne matte („луди лазани“) се произвеждат чрез смесване на мека пшеница или брашно от спелта, или грис от твърда пшеница с кестеново брашно в променлив процент, вариращ от 20% до 60%, в зависимост от местните и личните предпочитания.

### Пиемонт
Кулинарната традиция на Ланге включва лазаня със свинска кръв или заешка кръв вместо доматен сос.

## Галерия с изображения
- Рагу
- Бешамел
- Прясна паста за лазаня
- Поставяне на пастата
- Овкусяване на лазаня
- Сервиране на лазаня